# Kiritshenkella sacchari
Kiritshenkella sacchari är en insektsart som först beskrevs av Green 1900.  Kiritshenkella sacchari ingår i släktet Kiritshenkella och familjen ullsköldlöss. Inga underarter finns listade i Catalogue of Life.